# Euxenides
|  | Per a altres significats, vegeu «Euxènides». |

Euxenides (Euxenidae, Εὐξενίδαι) fou una família noble d'Egina que Pindar celebrà en una oda en honor del seu membre, Sògenes, un campió de pentatló als 54 jocs nemeus el 462 aC; en l'oda s'esmenta també al seu pare Tearió.